# 鎌倉テレビ中継局
鎌倉テレビ中継局（かまくらテレビちゅうけいきょく）は、神奈川県鎌倉市の鎌倉市役所屋上に設置されているデジタルテレビ放送中継局。

## 概要
テレビジョン放送をデジタル化するにあたって、鎌倉市中心部では中継局設置が困難になり、テレビが見られなくなる恐れがあった。というのも、鎌倉市は源頼朝による日本初の武家政権樹立をテーマに、市の中心部を世界遺産に登録しようという動きがあり、歴史的景観を保持するため近代建築・景観のもろもろを規制する古都保存法やそれに基づく条例を制定していたからである。この条例と地理的要因がネックとなり、デジタル放送難視がなかなか解決しなかった。加えて、ケーブルテレビを導入しようにもその費用負担が住民に重くのしかかり、全員が導入できるわけではなかった。
しかし、アナログ放送終了が迫っていたことから、鎌倉市は最終的に、市役所本庁舎屋上に送信設備を設けることで、デジタル難視問題を解決することにした。
なお、当テレビ中継局は、神奈川県内では戸塚テレビ中継局に次いで2番目のデジタル単独中継局となった。

## チャンネルと出力
| リモコン キーID | 放送局名         | チャンネル 番号 | 空中線 電力 | ERP   | 偏波面   | 放送対象地域                                      | 放送区域 内世帯数 | 運用開始日      |
| --------------- | ---------------- | --------------- | ----------- | ----- | -------- | ------------------------------------------------- | ----------------- | --------------- |
| 1               | NHK 東京総合     | 13              | 300mW       | 430mW | 水平偏波 | 関東広域圏 （茨城県、栃木県及び群馬県を含まない） | 6297世帯          | 2010年 12月24日 |
| 2               | NHK 東京教育     | 15              | 300mW       | 430mW | 水平偏波 | 全国                                              | 6297世帯          | 2010年 12月24日 |
| 3               | tvk テレビ神奈川 | 17              | 300mW       | 430mW | 水平偏波 | 神奈川県                                          | 6297世帯          | 2010年 12月24日 |
| 4               | NTV 日本テレビ   | 32              | 350mW       | 400mW | 水平偏波 | 関東広域圏                                        | 6297世帯          | 2010年 12月24日 |
| 5               | EX テレビ朝日    | 40              | 350mW       | 400mW | 水平偏波 | 関東広域圏                                        | 6297世帯          | 2010年 12月24日 |
| 6               | TBS TBSテレビ    | 36              | 350mW       | 400mW | 水平偏波 | 関東広域圏                                        | 6297世帯          | 2010年 12月24日 |
| 7               | TX テレビ東京    | 44              | 350mW       | 400mW | 水平偏波 | 関東広域圏                                        | 6297世帯          | 2010年 12月24日 |
| 8               | CX フジテレビ    | 38              | 350mW       | 400mW | 水平偏波 | 関東広域圏                                        | 6297世帯          | 2010年 12月24日 |

- 所在地： 鎌倉市御成町18-10（鎌倉市役所屋上[2]）
- 放送区域： 鎌倉市の一部[3]
- 2010年11月5日に予備免許交付[4]、12月17日に本免許が交付され[5]、12月24日に本放送を開始した[5]。
- 物理チャンネルは、逗子中継局と同じ。
- 在京広域テレビ局については、開局前に空中線電力が300mWから350mWに引き上げられた[要出典]。
- NHK局の管理は、他の県内局と同様に横浜局が責任を負う。